# Barheliya
Barheliya (tiếng Ả Rập: برهليا) là một ngôi làng của Syria ở huyện Al-Zabadani của tỉnh Rif Dimashq. Theo Cục Thống kê Trung ương Syria (CBS), Barheliya có dân số 821 người trong cuộc điều tra dân số năm 2004. Cư dân của nó chủ yếu là người Hồi giáo Sunni.